# Fred Hilke

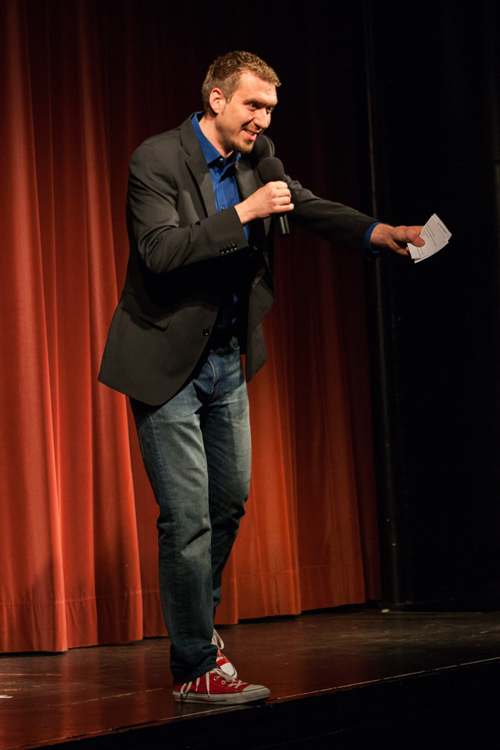
Fred Hilke (Mai 2015)

Fred Hilke (* 15. August 1985 in Mühlacker als Frederik Robin Hilke, Baden-Württemberg) ist ein deutscher Moderator, der Veranstaltungen, Fernsehsendungen und verschiedene Webvideo-Formate moderiert. Er ist außerdem aktiv als Improvisations-Comedian u. a. bei der Hamburger Theatersport-Mannschaft Das Elbe vom Ei. Seit 2021 betreibt er hauptberuflich den Podcast Kack und Sachgeschichten als Mitbegründer der Brainfart GmbH.

## Leben
Bereits während seiner Schulzeit stand Hilke regelmäßig auf der Bühne. Er gründete die Heavy-Metal-Band Gracecall, mit der er 2005 als Sänger und Bassist ein Demo veröffentlichte. Nach seinem Abitur 2006 am Hilda-Gymnasium Pforzheim absolvierte er ein Volontariat beim Radiosender Die Neue 107.7, wo er zusammen mit Martin Pfeffer als Moderator der Morningshow angestellt wurde. Die Sendung trug den Titel Der Frühstücksclub mit Pfeffer und Fred. Hilke wurde hier zweimal in Folge mit dem Medienpreis der Landesanstalt für Kommunikation Baden-Württemberg ausgezeichnet (2009 in der Kategorie Unterhaltung und 2010 in der Kategorie Musikpromotion).

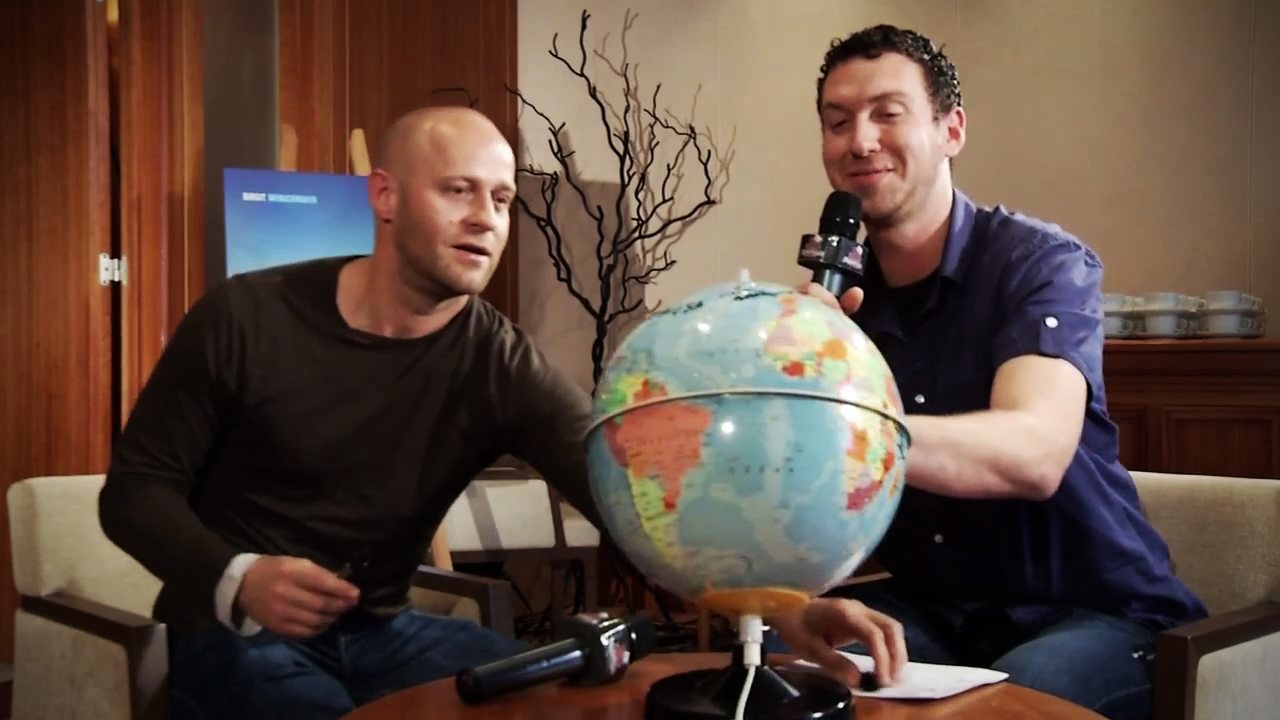
Hilke und Schauspieler Jürgen Vogel (2012)

Er studierte ab 2010 an der Hochschule Mittweida an der Medien-Fakultät. Parallel arbeitete er u. a. für den Fernsehsender EinsPlus (ARD Digital) und das Wissenschafts-Fernsehmagazin Welt der Wunder auf RTL II. Im Jahr 2012, noch während des Studiums moderierte Hilke den Videoblog des Hamburger Filmfests, für den er u. a. Schauspieler Jürgen Vogel interviewte; und präsentierte 2013 insgesamt 56 Folgen der täglich ausgestrahlten Unterhaltungsshow Clipmasters für den Sender Sport1. 2014 moderierte er die Dokumentation Worte sind Taten der Regisseurin Kristina Förtsch.
Fred Hilke ist mittlerweile hauptsächlich als Moderator für Veranstaltungen und Messen im Umfeld von Unternehmen tätig. 2015 moderierte er den internationalen BIMCO-Award.
Seit 2013 ist Hilke Mitglied der Improvisations-Comedy-Gruppe Das Elbe vom Ei, welche als Theatersport-Mannschaft der 1. Improliga Hamburg angehört und regelmäßig im deutschsprachigen Raum auftritt.
Seit Juni 2016 betreibt er zusammen mit Richard Hansen (geb. Ohme) und Tobias Aengenheyster den Podcast Kack & Sachgeschichten. Seit Juni 2020 betreibt Hilke mit Hansen und Aengenheyster den Podcast Handvergnügen. Anfang 2021 war er mit Hansen und Aengenheyster Mitgründer der Brainfart Entertainment GmbH. 
Fred Hilke lebt in Hamburg.